# Government Hooker
Vous lisez un « bon article » labellisé en 2012.
Pistes de Born This Way
Born This Way
(2) Judas
(4)
Government Hooker est une chanson de l’artiste américaine Lady Gaga, issue de son troisième album studio, Born This Way. Elle est écrite par la chanteuse en collaboration avec Fernando Garibay et DJ White Shadow, et est produite par le même trio, auquel s’ajoute DJ Snake. La mélodie de Government Hooker est créée par  DJ WhiteShadow au commencement de sa carrière, mais reste inutilisée jusqu’à ce qu’il décide de la présenter à Vincent Herbert alors que ce dernier recherche des futurs producteurs pour Gaga. La séance d’enregistrement du titre a lieu aux studios de Palms, à Las Vegas.
Musicalement, Government Hooker est une piste dance-pop influencée par différents sous-genres d’électronique tels que la trance, le post-disco, l'industriel et la techno. Les paroles de la chanson abordent le féminisme ainsi que la dominance sexuelle, tout en étant une métaphore concernant la prétendue relation amoureuse entre l’actrice Marilyn Monroe et l’ancien président des États-Unis John F. Kennedy. À la suite de la sortie de Born This Way, les critiques musicaux saluent la nature suggestive et sombre de la piste et notent positivement sa composition. Bien que n’ayant jamais été commercialisé en tant que single, Government Hooker bénéficie d’un léger succès commercial en Corée du Sud et aux États-Unis, où le titre atteint la seizième position du Billboard Hot Dance/Electronic Digital Songs. Gaga a interprété le morceau lors de diverses apparitions publiques ainsi qu’au Born This Way Ball Tour.

## Développement
Gaga collabore avec Fernando Garibay et DJ White Shadow dans l’écriture de Government Hooker, alors que pour la production, le trio s’associe à DJ Snake. Des séances d’enregistrement prennent place ultérieurement aux studios de Palms, à Las Vegas,. La mélodie de la piste est initialement créée pour une vieille mixtape réalisée par DJ Shadow au commencement de sa carrière. Toutefois, lorsque le DJ rencontre Vincent Herbert, le gérant du label de Gaga, il décide de lui présenter cette mélodie, Herbert ayant précisé qu’il souhaitait récolter certains morceaux comportant des sonorités hip-hop. « Nous étions dans ce studio, à Vegas », déclare-t-il, « et je jouais quelques sons hip-hop [pour Vincent Herbert], puis j’ai mis ce vieil enregistrement. Il m’a ensuite dit qu’il souhaitait quelque chose de plus rapide. J’ai donc accéléré le rythme de la démo puis je lui ai dévoilé la nouvelle version ». Herbert affirme que cette mélodie est la plus particulière et marginale que Shadow lui ait présentée. Dans une interview, le DJ déclare à propos de la conception du titre, « Vince était très enthousiaste. Alors, Gaga est entrée, et j’ai fait jouer la démo pour elle et Fernando Garibay. Par la suite, tout s’est précipité. Elle a chanté sur la mélodie puis y a ajouté le refrain. Elle a fait tout cela très rapidement ».
Gaga écrit les paroles de Government Hooker peu après avoir entendu la mélodie pour la première fois. Alors qu’elle enregistre le titre, un de ses gardes de sécurité est utilisé pour servir en tant que choriste, afin d’éviter l’utilisation de voix informatisées. « Nous étions assis et pensions à comment faire la voix informatisée », atteste DJ Shadow, « alors on s’est dit ‘Amenons donc Pete dans le studio’. Avec son accent néerlandais très prononcé, il a lu les paroles qu’on lui avait remises. C’était parfait, et pourtant naturel ». Tout comme pour Scheiße et Born This Way, un remix de Government Hooker est présenté au défilé de mode de Thierry Mugler, à Paris, le 2 mars 2011, dans lequel Gaga participe en tant que mannequin. La version modifiée de la chanson utilisée lors du défilé est plus tard incluse dans la version USB de l’album Born This Way.

## Composition
| |  |  |
| Une partie des paroles de Goverment Hooker, notamment lors du pont, est une métaphore concernant la prétendue relation amoureuse entre l’actrice Marilyn Monroe (gauche) et l’ancien président des États-Unis John F. Kennedy (droite). |  |  |

Government Hooker est une chanson dance-pop qui incorpore certains éléments de trance, de techno, de post disco, et de musique industrielle. Randall Roberts, chroniqueur au Los Angeles Times, affirme que la piste est un hommage au groupe allemand électronique Kraftwerk, soulignant les références faites par les « étranges sons semblant sortir d’une Casio ». D’après Evan Sadwey de PopMatters, le morceau contient des éléments « délicieusement » mixés, leur trouvant une ressemblance avec Gimme More de Britney Spears et Blue Monday des New Order. Selon la partition musicale publiée par Sony/ATV Music Publishing sur Musicnotes, le titre est écrit en 4/4, avec un tempo modéré dance de 120 battements par minute. La tonalité est Fa mineur alors que la voix de Gaga oscille entre les notes Fa#3 à Do#5.
Au niveau des paroles, la chanson traite de différents thèmes politiques, de la dominance sexuelle et du féminisme,. Government Hooker s’entame alors que Gaga fredonne un opéra moderne mélodramatique,. Amy Scarietto de PopCrush affirme que ce segment s’apparente à la mode du yodel, réactualisée par Gwen Stefani dans son album The Sweet Escape, dont l’inspiration provient du morceau The Lonely Goatherd, issu de la pièce La mélodie du bonheur. La piste entre ensuite dans son pont, qui est composé des paroles « I can be good / I can be sex / I can be anything / I can be everything / I can be mom »,. Un call and response débute alors, tandis qu’une voix masculine accompagne Gaga lors des paroles « Unless you want to be man / Unless you want to hold hands / Unless you want to be dad »,. Après que Gaga ait répété à plusieurs reprises le crochet - « hooookaaaaaah » - le refrain inspiré par des sonorités technos suit : « I’m gonna drink my tears and cry / ‘cos I know you love me baby »,,. Enfin, lorsque le break s’amorce, les paroles livrent une ode à Marilyn Monroe et John F. Kennedy, qui étaient soupçonnés de vivre une relation amoureuse secrètement.

## Accueil
Les journalistes apprécient généralement Government Hooker. Randall Roberts du Los Angeles Times affirme qu’avec sa touche « funky », la chanson marque l’exception à la nature « odieuse » de Born This Way. Quant à lui, Caryn Ganz du Spin déclare que l’étrange et excentrique personnage qu’est Lady Gaga s’affiche clairement avec Government Hooker, décrite comme étant « vilaine et disco ». Sal Cinquemani du Slant Magazine atteste que la chanson est « grossière mais fabuleuse » tandis que Jocelyn Vena de MTV certifie qu’elle est « une piste massive pour les clubs »,. Le magazine Rolling Stone positionne le morceau au vingt-huitième rang dans sa liste des meilleures chansons de Gaga. Un journaliste de la même publication, Jody Rosen, certifie que la production de ce titre « incontournable malgré sa bizarrerie » est captivante, ajoutant qu’elle contient « un assemblage de bourdonnements, de bips, et de clappements qui s’entrechoquent ». Dan Martin du NME considère que le morceau est contraire à la nature déjà-vu de l’album, et estime qu’au moment où la piste commence, la continuité de celui-ci est rompue par des rythmes techno « envahissants ». Il ajoute, à propos du titre, qu’il s’agit de musique industrielle « sous sa forme la plus libre et folle ». La chroniqueuse au Billboard Kerri Manson souligne que le morceau est un « opéra vocal, mêlant sons technos, références à JFK et définitions abordant la séduction féminine ». Selon Ian Wade de BBC, l’introduction « frissonnante » de Government Hooker laisse rapidement place à « un concert de sons à la Casio ». Commentant les paroles à connotation sexuelle de la piste, Evan Sadwey de PopMatters note que son refrain « androgyne » est le meilleur depuis celui des Killers, avec Somebody Told Me. Dans sa critique de 3.5 sur 5 étoiles, Amy Scarietto de PopCrush conclut que Government Hooker est une des pistes les plus électroniques que la chanteuse ait jamais sortie, louant « la collision de la voix chaleureuse et prononcée de Gaga sur le rythme bruyant et électronique du titre ».
Bien que n’ayant jamais été commercialisée en tant que single, Governement Hooker entre dans les hit-parades de deux pays. En Corée du Sud, dans la semaine du 23 mai 2011, la chanson entre au 14e rang du Gaon Chart à la suite de la sortie de l’album Born This Way tandis qu’aux États-Unis, dans la semaine du 11 juin 2011, le morceau se classe à la 16e position du Billboard Hot Dance/Electronic Digital Songs,.

## Interprétations scéniques
Gaga interprète Government Hooker pour la première fois lors de la célébration Difference of Decadence, un événement organisé par la Fondation Clinton se déroulant au Hollywood Bowl, à Los Angeles,. De plus, la chanson est utilisée comme trame sonore pour une publicité des MTV Video Music Awards 2011, qui sont diffusés le 18 août 2011. La chanteuse y est nommée pour plusieurs prix, dont la récompense du meilleur clip par une artiste féminine, pour la vidéo de Born This Way. En réalisant cette publicité, Gaga désirait offrir un extrait de sa vie de tous les jours. Elle déclare à propos de celle-ci qu’elle souhaitait « vraiment que la promo soit réelle, et je savais que MTV voulait qu’elle soit une représentation de moi-même, quelqu’un vivant entre la réalité et la fantaisie ». Government Hooker est également incluse dans la programmation du Born This Way Ball Tour, la troisième tournée internationale de Gaga. Il s’agit de la deuxième chanson qui y est interprétée, après Highway Unicorn (Road to Love).

## Crédits
- Lady Gaga – voix, écriture, production
- Fernando Garibay – écriture, production, programmation
- DJ Shadow – écriture, production, instrumentation, programmation, clavier, guitare
- DJ Snake – clavier
- Peter van der Veen – chœurs

Les crédits sont adaptés du cahier de note de l'album Born This Way.

## Classement
| Classement                                      | Meilleure position | Semaine |
| ----------------------------------------------- | ------------------ | ------- |
| Corée du Sud (Gaon Chart)                       | 14                 | 1       |
| États-Unis (Hot Dance/Electronic Digital Songs) | 16                 | 1       |